# Cyanoneuron cyaneum
Cyanoneuron cyaneum är en måreväxtart som först beskrevs av Hallier f., och fick sitt nu gällande namn av Christian Tange. Cyanoneuron cyaneum ingår i släktet Cyanoneuron och familjen måreväxter. Inga underarter finns listade i Catalogue of Life.